# Dennis Todorović
Dennis Todorović (* 28. Dezember 1977 in Ellwangen) ist ein in Deutschland lebender Filmregisseur und Autor.

## Biografie
Der Sohn einer tschechischen Mutter und eines montenegrinischen Vaters verbrachte seine Kindheit und Jugend in Schwaben und zog nach seinem Abitur nach England, um dort Theater- und Fernsehregie bei ARTTS International zu studieren. Er lebte danach einige Jahre in Prag, wo er in unterschiedlichen Positionen beim Film arbeitete, unter anderem als Art Department Coordinator beim Fernseh-Zweiteiler Anne Frank, der 2001 einen Emmy für die beste Ausstattung erhielt.
In den Jahren 2002 bis 2005 studierte er Regie an der Internationalen Filmschule Köln. Sein Abschlussfilm Amor Fati, der 2006 weltweit auf zahlreichen Filmfestivals – unter anderem beim Internationalen Filmfestival Locarno – lief, wurde im gleichen Jahr für den First Steps Award der Deutschen Filmakademie nominiert, erhielt den nationalen Publikumspreis beim Filmfest Dresden und gewann den Förderpreis für Koproduktionen mit Deutschland und Mittel- und Osteuropa der Robert-Bosch-Stiftung.
Sein Kinodebüt Sascha feierte 2010 auf dem Frameline Filmfestival in San Francisco seine Welt- und auf den Internationalen Hofer Filmtagen die Deutschlandpremiere, wo er den Förderpreis für Musik und Tongestaltung bekam. Der Film kam 2011 in die deutschen und polnischen Kinos und erhielt zahlreiche Filmpreise, darunter Auszeichnungen der Festivals in Valencia, Athen, Bilbao und unter anderem auch den Publikumspreis des Mezipatra-Filmfestivals in Prag.
Im Oktober 2015 hatte Todorovićs Spielfilm Schwester Weiß, für dessen Drehbuch er bereits 2012 für den Thomas-Strittmatter-Drehbuchpreis nominiert war, Premiere auf den Internationalen Hofer Filmtagen und war dort im Rahmen der Verleihung des Förderpreises Neues Deutsches Kino als „Bester Film“ nominiert. Am 20. Oktober 2016 kam er in die deutschen Kinos. In den Hauptrollen der Koproduktion mit dem SWR und Arte sind Lisa Martinek, Željka Preksavec und Beatrice Richter zu sehen. An der Kamera stand, wie schon zuvor in Produktionen Todorovićs, Andreas Köhler. 
Dennis Todorović ist Absolvent zahlreicher, renommierter europäischer Weiterbildungsprogramme, unter anderem von EKRAN der Andrzej Wajda-Master School of Film Directing in Warschau, des Autorenprogramms der Internationalen Filmschule Köln, der Script Station und des Talent Markets bei Berlinale Talents sowie des Sarajevo Talent Campus.
2008 erhielt er ein Literaturstipendium der Kunststiftung Baden-Württemberg. Für sein Science-Fiction-Spielfilmprojekt Die Laika-Kapsel erhielt er 2015 gemeinsam mit Koautor Christoph Mathieu das von Wim Wenders ins Leben gerufene Stipendium der Wim-Wenders-Stiftung und der Film- und Medienstiftung Nordrhein-Westfalen.
Mit Koautor Christoph Mathieu schrieb er den Roman Lucid – Tödliche Träume für den Bastei-Lübbe-Verlag.
Dennis Todorović lebt und arbeitet als Regisseur, Autor und Dozent für Filmschauspiel in Köln sowie als Professor für Stoffentwicklung an der Filmuniversität Babelsberg.

## Filmografie (Auswahl)
- 2004: Zweiter Frühling (Kurzfilm)
- 2005: Ludmila (Dokumentarfilm)
- 2005: Amor Fati (Kurzfilm)
- 2006: Kick it like Zombies (Kurzfilm)
- 2011: Sascha (Saša) (Kinospielfilm)
- 2013: Die innere Mitte (Kurzfilm)
- 2013: Amsfeld
- 2015: Schwester Weiß (Kinospielfilm)

## Stipendien und Preise (Auswahl)
- 2005: Förderpreis für Koproduktionen mit Deutschland und Mittel- und Osteuropa, Robert Bosch Stiftung, Filmbüro Baden-Württemberg
- 2006: Drehbuchförderung der Filmstiftung Nordrhein-Westfalen
- 2006: Amor Fati: Nominierung als bester Kurzfilm, First Steps Award
- 2007: Publikumspreis im nationalen Wettbewerb des Filmfestes Dresden
- 2007: Lobende Erwähnung beim Drehbuchpreis KölnFilm.
- 2008: Literaturstipendium der Kunststiftung Baden-Württemberg.
- 2015: Stipendium der Wim-Wenders-Stiftung und der Film- und Medienstiftung Nordrhein-Westfalen für Die Laika Kapsel